# Schlangenkopf und Schlangenschwanz

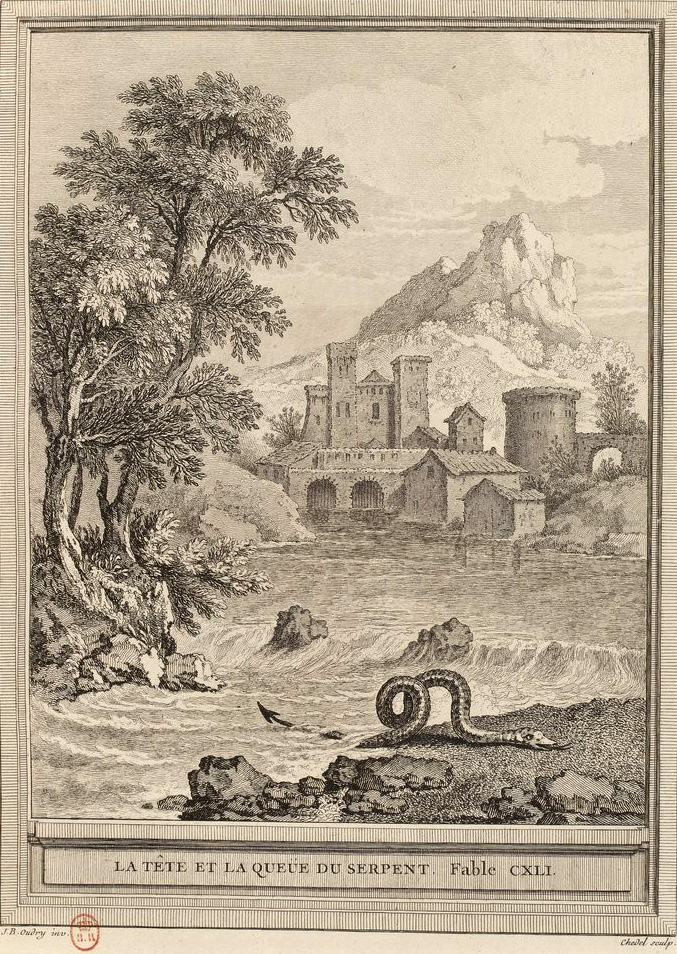
La tête et la queue du serpent

Schlangenkopf und Schlangenschwanz (französisch: La Tête et la Queue du serpent) ist die 17. Fabel im siebten Buch der Fabelsammlung des französischen Dichters Jean de La Fontaine.
Die Geschichte erzählt wie einst der Schwanz der Schlange sich bei den göttlichen Parzen darüber beklagte, dass er dem Kopf immer folgen und gehorchen müsse. Der Schwanz sah dies als Ungerechtigkeit an, da er ein gleichberechtigter Körperteil der Schlange sei. Da sein Gift gleich stark wie das Gift des Kopfes sei, wollte der Schwanz nun die Führung fortan übernehmen (man glaubte zu La Fontaines Zeit, dass Schlangen sowohl in den Zähnen als auch im Schwanz Gift hätten). In ihrer grausamen Gnade erfüllten die Götter den Wunsch des Schwanzes. Daraufhin zog der Schwanz voran und blind wie er war, stieß er überall gegen Mauern, Steine, Menschen und Bäume, sodass schließlich die Schlange im Styx landete, dem Fluss, der in die Unterwelt führte (was den Tod der Schlange bedeutete). Das Epimythion am Schluss lautet dann „Wehe jedem Staate, der gleichem Irrtum verfällt.“

## Analyse
In dieser seltsamen Fabel stellt La Fontaine die Dinge auf den Kopf. Um die Widernatürlichkeit der Situation wiederzugeben, lässt er den Dialog von einem ungeeigneten Körperteil vortragen, während der dazu prädestinierte Körperteil schweigt. Mit seinem Stil voller Paradoxien, Wortspielen, Doppeldeutigkeiten und Oxymora, produziert der Dichter dazu eine menschliche Parallele, die so sorgfältig ausgearbeitet wird, dass sie durch den schieren Auswuchs lächerlich wirkt.
La Fontaine verwandelte die Schlange in ein Paar streitsüchtiger menschlicher Schwestern (Sa soeur, …/ Toutes deux de même sang, … ), die um den Vorrang kämpfen, und man hat das Gefühl, dass sie am Ende ihre verdiente Strafe bekommen. Die Fabel hat außerdem eine satirische Dimension: La Fontaine greift die zeitgenössische Betonung des höfischen Ranges an, und zeigt, dass der Staat direkt zur Hölle fahren kann, wenn die Blutlinie erste Priorität erhält.